# Walter Jakobsson
Walter Andreas Jakobsson, född 6 februari 1882 i Helsingfors, död 10 juni 1957 i Zürich, Schweiz, var en finlandssvensk konståkare som tog ett olympiskt guld i Antwerpen 1920 och silver i Chamonix 1924 i paråkning. Hans medtävlande i par var Ludowika Jakobsson. Han var även domare i konståkning vid fyra olympiska spel: Antwerpen 1920, Sankt Moritz 1924, Lake Placid 1932 och Garmisch-Partenkirchen 1936.
Jakobsson var student vid Nya Svenska Läroverket.
Jakobsson är begravd på Sandudds begravningsplats i Helsingfors.